# Huyện Pabna
Pabna là một huyện thuộc division Rajshahi, Bangladesh. Huyện này có diện tích 2371 km², dân số năm 2002 là 2153921 người, mật độ dân số là 908 người/km².